# Рудольф Ортнер-Вайганд
Рудольф Ортнер-Вайганд (нім. Rudolf Ortner-Weigand; 30 січня 1889, Клагенфурт-ам-Вертерзе — 16 березня 1965, Відень) — австро-угорський, австрійський і німецький офіцер, генерал-майор люфтваффе.

## Біографія
18 серпня 1909 року вступив в австро-угорську армію. Учасник Першої світової війни, після завершення якої продовжив службу в австрійській армії. 13 грудня 1932 року перейшов на цивільну службу інспектором в Федеральне міністерство торгівлі і перевезень. 22 грудня 1936 року повернувся в армію, служив при командувачі ВПС у Відні. Після аншлюсу 15 березня 1938 року автоматично перейшов у люфтваффе. З 1 липня 1938 року — командир 12-го запасного авіаційного батальйону. З 1 лютого 1939 року — командир авіаційного училища і комендант авіабази в Целле, з 20 березня 1940 року — на аналогічних посадах в Фінстервальде. З 31 серпня 1942 року — офіцер для особливих доручень Імперського міністерства авіації при головнокомандувачі люфтваффе. 1 лютого 1943 року звільнений у відставку і переданий в розпорядження люфтваффе без мобілізації. 31 травня 1943 року остаточно звільнений у відставку.

## Звання
- Кадет-заступник офіцера (18 серпня 1909)
- Лейтенант (1 травня 1912)
- Оберлейтенант (1 січня 1915)
- Гауптман (1 лютого 1918)
- Титулярний майор (1 січня 1921)
- Штабс-гауптман (1 березня 1923)
- Майор (27 вересня 1927)
- Оберстлейтенант (22 грудня 1936)
- Оберст (1 квітня 1939)
- Генерал-майор (1 вересня 1941)

## Нагороди
- Медаль «За військові заслуги» (Австро-Угорщина)
  - бронзова з мечами
  - 2 срібні з мечами
- Нагрудний знак польового пілота (Австрія)
- Військовий Хрест Карла
- Загальний і особливий хрест «За відвагу» (Каринтія)
- Пам'ятна військова медаль (Австрія) з мечами
- Хрест «За вислугу років» (Австрія) 2-го класу для офіцерів (25 років)
- Почесний хрест ветерана війни з мечами
- Медаль «За вислугу років у Вермахті» 4-го, 3-го, 2-го і 1-го класу (25 років)
- Нагрудний знак пілота